# 45-та артилерійська бригада великої потужності (РФ)
45-та артилерійська Свірська ордена Богдана Хмельницького бригада великої потужності — артилерійське формування Ракетних військ і артилерії Сухопутних військ Збройних сил Російської Федерації.
Умовне найменування — Військова частина № 31969 (в/ч 31969). Скорочена найменування — 45 абр БМ.
Формування входить до складу Західного військового округу. Пункт постійної дислокації — місто Тамбов Тамбовської області.

## Історія
У пострадянській Росії бригада створювалася декілька разів. У 1993 році бригада створена під найменуванням реактивної артилерійської. У 2000 році переформована в артилерійську бригаду великої потужності. Підрозділи брали участь в Другій російсько-чеченській війні, коли понад 100 військовослужбовців отримали бойові нагороди, знищивши близько 100 дотів, 60 вогневих точок, 2 танка, 23 групи автомобілів, склад ПММ та інші укріплені об'єкти чеченського війська. У 2009 році бригада була розформована. У 2017 році з'єднання відтворили зі збереженням всіх регалій в складі Західного військового округу.

## Опис
45-а артилерійська бригада великої потужності знаходиться в прямому підпорядкуванні командування Західного військового округу Збройних сил Росії. Озброєння складається з 203-мм самохідних гармат 2С7М «Малка» з дальністю ураження до 47 км і 240-мм самохідних мінометів 2С4 «Тюльпан» з дальністю ураження до 20 км. Бригада також оснащена БКАР типу Орлан-10 й Застава, що дозволяють оперативно визначати місце розташування ворожих артилерійських батарей й контрбатарейних радарів.
На навчаннях артилеристи відпрацьовують навантаження на залізничні платформи в денний і нічний час, вчинення комбінованого маршу по 1 тисячі км і більше, інженерне обладнання позицій, маскування мінометів, самохідних установок і пунктів управління, а також виконують комплекси нормативів по роботі на бойовій техніці. В ході маршу відпрацьовуються питання протидії диверсійно-розвідувальним групам умовного супротивника і подолання «заражених» ділянок місцевості з використанням засобів індивідуального захисту, а також навантаження і вивантаження бойової техніки, в тому числі 240-мм самохідних мінометів 2С4 «Тюльпан» й 203-мм самохідних гармат 2С7М «Малка». Виконуються стрільби осколково-фугасними снарядами по заглибленим командних пунктах умовного противника, підземним складах з боєприпасами й паливно-мастильними матеріалами, що недоступні для знищення іншою наземною артилерією. Розвідку і якість ураження мішеней проводять безпілотні літальні апарати «Застава». Крім того, відпрацьовуються завдання маршової підготовки, вибору й заняття підготовлених й непідготовлених позицій, топогеодезичної прив'язки місцевості, а також противогневих маневрів після проведення стрільб.

## Склад
- управління,
- 1-й гарматний самохідно-артилерійський дивізіон,
- 2-й гарматний самохідно-артилерійський дивізіон,
- 3-й самохідний мінометний дивізіон,
- 4-й самохідний мінометний дивізіон,
- розвідувальний артилерійський дивізіон,
- батарея управління,
- рота матеріального забезпечення,
- ремонтна рота,
- інженерно-саперний взвод,
- взвод РХБЗ.

На озброєнні: 24 од. 203-мм САУ 2С7М «Малка», 24 од. 240 мм мінометів 2С4 «Тюльпан».